# Euproctis postfusca
Euproctis postfusca är en fjärilsart som beskrevs av Alfred Ernest Wileman och South 1917. Euproctis postfusca ingår i släktet Euproctis och familjen tofsspinnare. Inga underarter finns listade i Catalogue of Life.